# Barbara Romanowicz

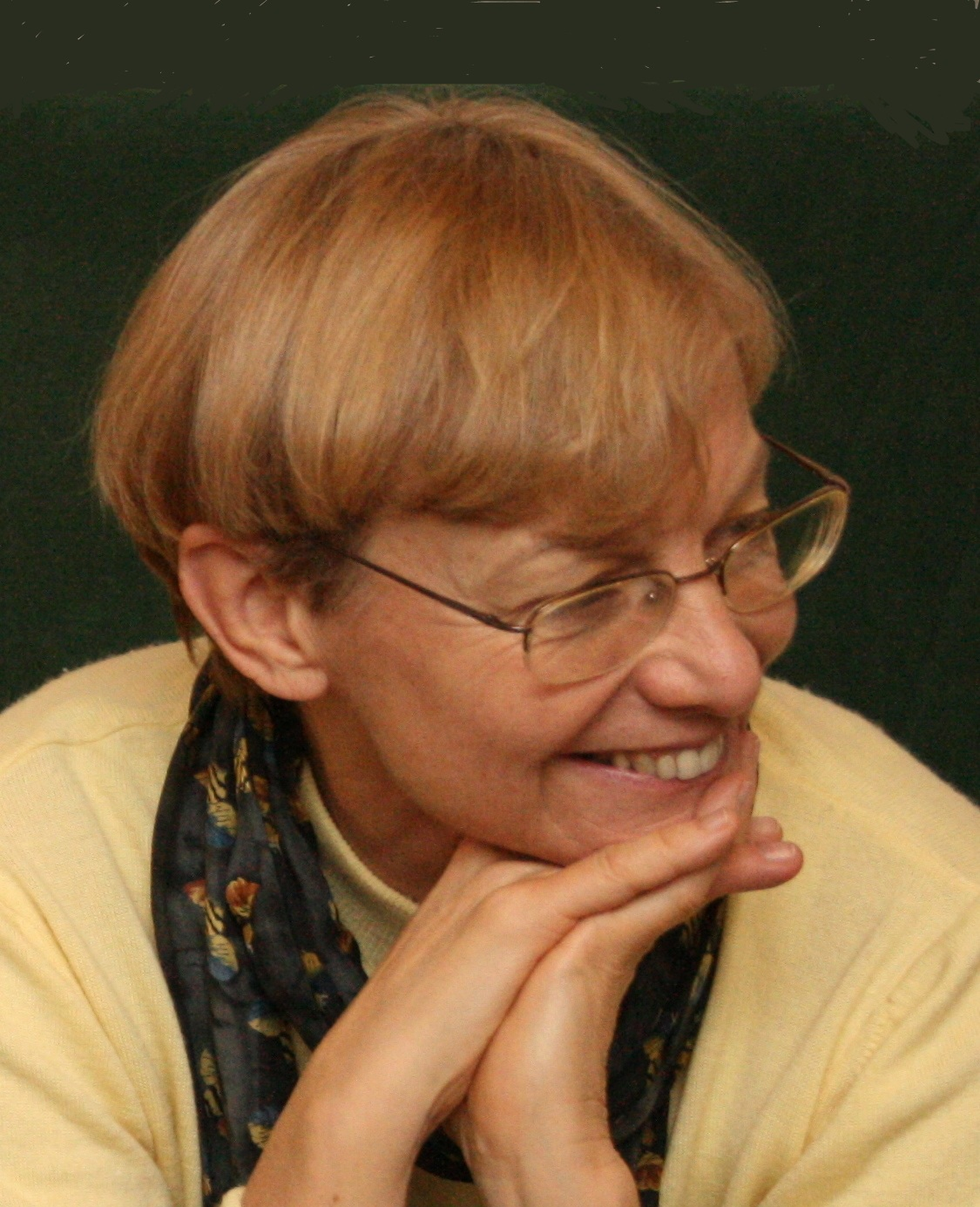
Barbara Romanowicz 2010

Barbara A. Romanowicz (* 5. April 1950 in Suresnes, Frankreich) ist eine französisch-amerikanische Geophysikerin an der University of California, Berkeley, und am Collège de France.

## Leben
Barbara Romanowicz ist die Tochter des polnischen Verlegers Kazimierz Romanowicz und dessen Frau, der polnischen Schriftstellerin und Übersetzerin Zofia Romanowiczowa. Sie studierte an der École normale supérieure de jeunes filles Mathematik (Abschluss 1974) und erwarb 1975 sowohl an der Harvard University einen Master in angewandter Physik, als auch an der Universität Paris VI ein Doctorat de 3e cycle in Astronomie, 1979 an der Universität Paris VII einen Ph.D. (Doctorat d'état) in Geophysik. Ab 1978 arbeitete sie für das Centre national de la recherche scientifique (CNRS) am Institut de physique du globe de Paris, wo sie das weltweite seismologische Netz GEOSCOPE entwickelte – unterbrochen von einem Postdoktorat am Massachusetts Institute of Technology 1979–1981. 1991 wurde sie Direktorin des seismologischen Labors der University of California, Berkeley (UCB), wo sie in Zusammenarbeit mit dem United States Geological Survey ein Erdbebenfrühwarnsystem aufbaute. Sie ist seit 2011 Inhaberin des Lehrstuhls für die Physik des Erdinneren am Collège de France. Ihre Arbeitsgruppe ist außerdem noch an der UCB tätig, wo sie weiterhin eine Professur für Geophysik innehat.
Romanowicz erforscht tiefe Schichten im inneren Aufbau der Erde mittels seismologischer Daten und mathematischer Modelle. Sie befasst sich außerdem mit Erdbeben und den zugehörigen Skalengesetzen sowie mit modernen seismischen und geophysikalischen Breitband-Beobachtungen. Sie hat laut Google Scholar einen h-Index von 65, laut Datenbank Scopus einen von 56 (jeweils Stand März 2020).
Barbara Romanowicz ist verheiratet und hat zwei Kinder.

## Auszeichnungen (Auswahl)
- 1989 Prix Paul Doistau-Émile Blutet der Académie des sciences
- 1992 Médaille d’argent des Centre national de la recherche scientifique (CNRS)
- 1999 Alfred Wegener Medal der European Union of Geosciences (heute European Geosciences Union)[4]
- 2001 Mitglied der American Academy of Arts and Sciences[5][6]
- 2003 Beno Gutenberg Medal der European Geophysical Society (heute European Geosciences Union)[7]
- 2005 Mitglied der National Academy of Sciences[8]
- 2008 Ritter der Ehrenlegion
- 2009 Inge Lehmann Medal der American Geophysical Union[9]
- 2013 Mitglied der Académie des sciences[10]
- 2016 bis 2019 Mitglied der Scientific Council des Europäischen Forschungsrats[11]
- 2018 auswärtiges Mitglied der Polnischen Akademie der Wissenschaften
- 2019 Emil-Wiechert-Medaille der Deutschen Geophysikalischen Gesellschaft[12]
- 2019 Marcus Milling Medal des American Geosciences Institute[13]
- 2019 William Bowie Medal der American Geophysical Union[14]
- 2020 Wollaston-Medaille der Geological Society of London[15]